# ازالة الجليد تلقائيا
إذابة الثلج التلقائية، أو إزالة الصقيع التلقائية أو إذابة الصقيع الذاتية أو نوفروست هي تقنية تعمل على إذابة الصقيع المتكوّن على المبخر داخل الثلاجات أو المجمدات بشكل منتظم. تُعرف الأجهزة التي تستخدم هذه التقنية غالبًا باسم خالية من الصقيع، عديمة الصقيع، أو بدون صقيع.

## الآلية

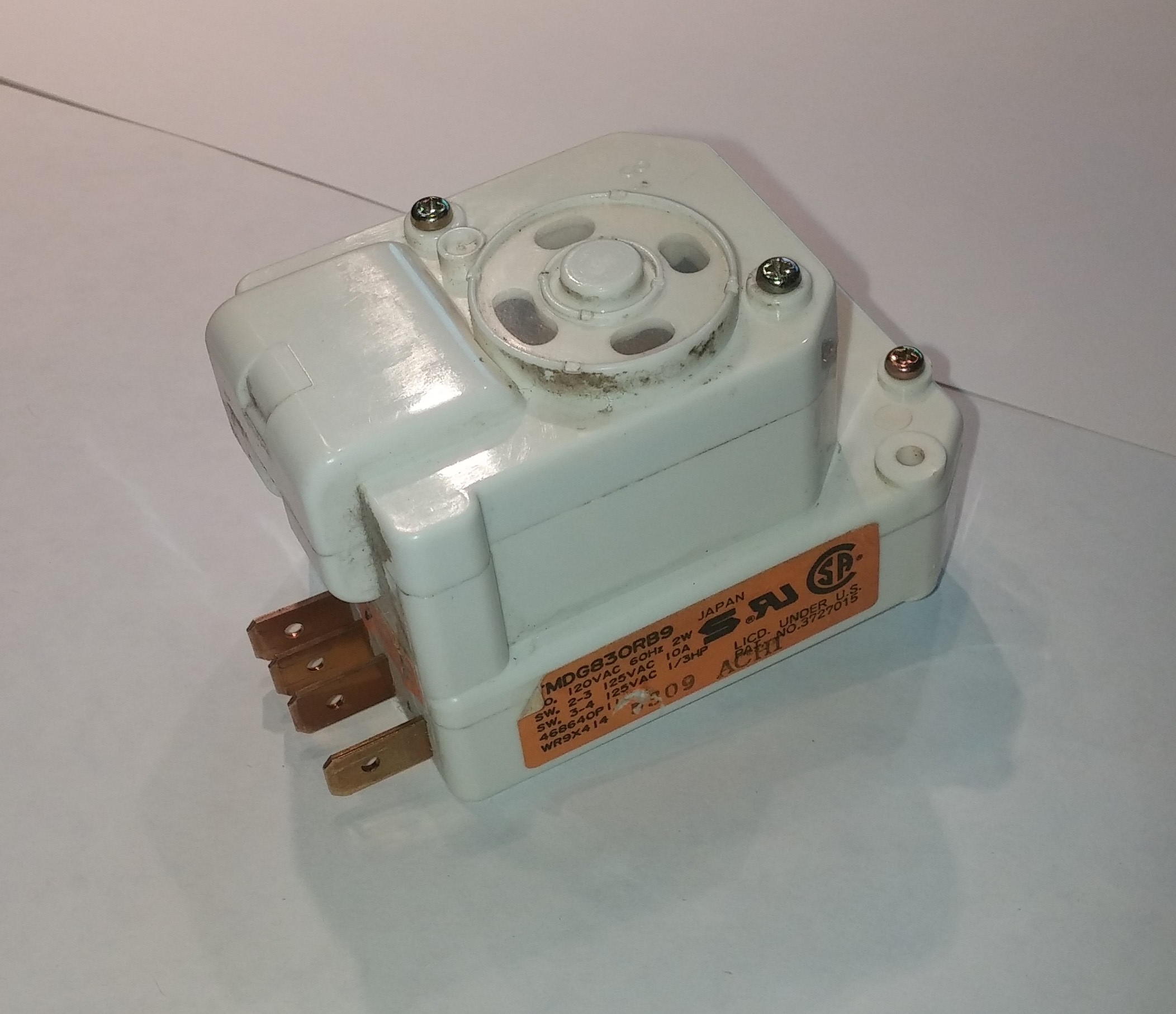
مؤقت إذابة الصقيع مُزال من ثلاجة منزلية

آلية إذابة الصقيع في الثلاجة تقوم بتسخين عنصر التبريد (ملف التبخير) لفترة قصيرة من الزمن لإذابة الصقيع المتراكم عليه. المياه الناتجة عن هذه العملية تُصرف عبر قناة موجودة في الجزء الخلفي من الجهاز. يتم التحكم بعملية إذابة الصقيع بواسطة مؤقت كهربائي أو إلكتروني، والذي يقوم بعد تشغيل الضاغط (الكومبروسر) لمدة 6 أو 8 أو 10 أو 12 أو 24 ساعة بتشغيل سخان إذابة الصقيع لمدة تتراوح بين 15 دقيقة إلى نصف ساعة.
السخان المستخدم في إذابة الصقيع، والذي تتراوح قدرته بين 350 واط إلى 600 واط، يُركب عادةً أسفل ملف التبخير في نماذج الثلاجات العلوية والسفلية. بينما يمكن أن يكون موجودًا في المنتصف أسفل المبخر في النماذج الجانبية جنبًا إلى جنب. في بعض الطرز، تتم حمايته من الدوائر القصيرة باستخدام وصلات منصهرة. في الثلاجات القديمة، يعمل المؤقت باستمرار، أما في التصاميم الحديثة، فإنه يعمل فقط أثناء تشغيل الضاغط، مما يقلل من استهلاك الطاقة إذا بقي باب الثلاجة مغلقًا لفترات أطول.
تعمل ترموستات إذابة الصقيع على فصل دائرة السخان عندما تصل درجة حرارة المبخر إلى مستوى معين، عادةً حوالي 5 درجات مئوية (40 درجة فهرنهايت) أو أعلى، لمنع التسخين الزائد في المجمد. كما أن المؤقت يضمن تشغيل إما الضاغط أو السخان، ولكن ليس كلاهما في الوقت نفسه.
داخل المجمد، يتم تدوير الهواء بواسطة مروحة أو أكثر. في التصميمات التقليدية، يتم توجيه الهواء البارد من المجمد إلى حجرة الثلاجة ومن ثم إعادته إلى المجمد. يساعد تدوير الهواء في تسامٍ أي صقيع قد يتشكل على العناصر المجمدة داخل المجمد. أثناء دورة إذابة الصقيع، يتم إيقاف المروحة لمنع انتقال الهواء الدافئ إلى حجرة الطعام.
بدلاً من عناصر التبريد التقليدية المثبتة داخل بطانة المجمد، يتم وضع عناصر إذابة الصقيع خلف أو أسفل البطانة. مما يسمح بتسخينها لفترات قصيرة لإزالة الصقيع دون تسخين محتويات المجمد.
بديلًا لذلك، تستخدم بعض الأنظمة الغاز الساخن في المكثف لإذابة الصقيع. يتم ذلك باستخدام دائرة يتم تمريرها عبر صمام ثلاثي الاتجاهات، حيث يسخن الغاز الساخن المبخر بسرعة ليذيب الصقيع. هذا النظام يُستخدم بشكل أساسي في التطبيقات التجارية مثل عرض المثلجات.

## التطبيق
بينما كان استخدام هذه التقنية يقتصر في البداية على حجرة الثلاجة، تم تطبيقها لاحقًا على المجمدات أيضًا.
الثلاجات المدمجة التي تطبق إذابة الصقيع الذاتية فقط في حجرة الثلاجة تُسمى عادةً "شبه خالية من الصقيع" أو "إذابة الصقيع شبه التلقائية". تقوم بعض العلامات التجارية بتسمية هذه الطرز بعبارات مثل "إذابة الصقيع التلقائية"، في حين أطلقت Frigidaire على طرازاتها شبه التلقائية اسم "Cycla-Matic"، بينما سمتها Kelvinator "Cyclic Defrost". تحتوي هذه الثلاجات عادةً على وعاء أسفلها حيث يتبخر الماء الناتج عن إذابة الصقيع في حجرة الثلاجة.
أما المجمدات التي تتمتع بإذابة الصقيع التلقائية، والثلاجات المدمجة التي تطبق إذابة الصقيع الذاتية في حجرة المجمد، فتُسمى "خالية من الصقيع". تحتوي هذه الطرز عادةً على قناة هوائية بين الحجرتين، يتم التحكم فيها بواسطة مثبط لضبط تدفق الهواء من المجمد إلى الثلاجة. بعض الطرز القديمة لا تمتلك تهوية مشتركة بين المجمد والثلاجة، وبدلًا من ذلك، تحتوي على نظام تبريد مستقل لكل حجرة، مثل ملف تبخير مع سخان إذابة ومروحة تدوير هواء في المجمد، ولوح تبريد أو ملف تبخير مفتوح في حجرة الثلاجة.
تستخدم وحدات "الخالية من الصقيع" عادةً عنصر تسخين لإذابة الجليد عن المبخر، مع وعاء لجمع المياه الناتجة وتبخيرها، بالإضافة إلى مؤقت يتحكم في تشغيل الضاغط والسخان، حيث يتم إيقاف تشغيل الضاغط وتشغيل عنصر التسخين من مرة إلى أربع مرات يوميًا لمدة تتراوح بين 15 إلى 30 دقيقة. يحتوي النظام أيضًا على ترموستات محدد يوقف السخان قبل ارتفاع درجة الحرارة كثيرًا أثناء دورة إذابة الصقيع. بعض الطرز تحتوي على سخان تصريف لمنع تجمد الماء في مجرى التصريف.
كما تستخدم بعض الثلاجات القديمة إذابة الصقيع بواسطة الغاز الساخن بدلاً من السخانات الكهربائية، حيث يتم تبديل دور المبخر والمكثف خلال دورة إذابة الصقيع.
بعض الموديلات الأحدث من الثلاجات والمجمدات تحتوي على حاسوب يتحكم في جدول إذابة الصقيع استنادًا إلى عدد مرات فتح الأبواب، مما يساعد في تقليل استهلاك الطاقة.

## المزايا
- لا حاجة لإزالة تراكم الصقيع يدويًا، وبالتالي لن يزداد استهلاك الطاقة مع مرور الوقت.
- يصبح من السهل رؤية تغليف الطعام.
- معظم الأطعمة المجمدة لن تلتصق ببعضها.
- تقل الروائح، خاصة في الأجهزة الخالية من الصقيع تمامًا حيث يدور الهواء باستمرار.
- إدارة أفضل لدرجة الحرارة.

## العيوب
- يمكن أن يكون النظام أكثر تكلفة في التشغيل عندما يكون الاستخدام مرتفعًا، خاصة إذا استمر تشغيل المروحة أو بدأت في العمل عند فتح الباب.[3]
- يلزم وجود جهاز أمان لقطع الحرارة لمنع ارتفاع درجة حرارة عنصر التسخين.
- تعقيد كهربائي وميكانيكي أكبر مقارنةً بالمجمدات العمودية الأساسية أو المجمدات الصندوقية، مما يجعلها أكثر عرضة لأعطال المكونات.
- ترتفع درجة حرارة محتويات المجمد خلال دورات إزالة الصقيع، خاصة إذا كانت الحمولة خفيفة في المجمد. قد يؤدي ذلك إلى حرق المجمد للأطعمة الموضوعة فيه، بسبب الذوبان الجزئي ثم إعادة التجميد.
- في الأيام الحارة والرطبة، قد يتشكل تكاثف حول أبواب الثلاجة.
- قد لا تكتمل عملية إزالة الصقيع بحلول الوقت الذي تعود فيه مؤقتات إزالة الصقيع إلى التشغيل العادي (خاصة في الظروف الحارة والرطبة مع فتحات متكررة للأبواب)، مما يؤدي إلى تراكم الجليد على ملفات المبخر، مما قد يتداخل مع تشغيل الثلاجة.

في المختبرات، لا ينبغي استخدام المجمدات ذاتية إزالة الصقيع لتخزين بعض الكواشف الحساسة مثل الإنزيمات، حيث يمكن أن تؤدي دورات تغير درجة الحرارة إلى تدهورها. بالإضافة إلى ذلك، يمكن أن يتبخر الماء من الحاويات التي لا تحتوي على أختام محكمة، مما يؤدي إلى تغيير تركيز الكواشف. لا ينبغي أبدًا استخدام المجمدات ذاتية إزالة الصقيع لتخزين المواد الكيميائية القابلة للاشتعال.

## الديفروست والنوفروست
في عالم الأجهزة المنزلية في العالم العربي ينتشر مصطلحا الديفروست والنوفروست فيما يتعلق بعمليات إزالة الثلج من الثلاجات والمبردات، ويمكن التمييز بينها كالتالي:

### الديفروست
هو تكون الثلج أو الجليد عندما يتم تبريد الهواء الرطب على سطح بارد جداً، وينجم عن ذلك تكثر تجمع بخار الماء وتتحول إلى بلورات متجمدة على السطح. يحدث ذلك عادةً في الأجواء الرطبة حيث يكون هناك رطوبة عالية ودرجة حرارة منخفضة، ويمكن حدوثه على أسطح النوافذ والمرايا والسيارات والأسطح الأخرى.

### النوفروست
هو تكون الثلج أو الجليد عندما يتم تبريد الأشياء الصلبة أو السطح بشكل مباشر ودون وجود رطوبة في الهواء المحيط. يحدث ذلك عادةً في الأجواء الجافة والباردة حيث يمكن حدوث تكثيف البخار المائي مباشرةً على الأشياء الباردة، مثل الأجهزة الكهربائية والأسطح المعدنية والزجاجية.
لذلك فإن الديفروست يحدث عندما يتم تكثيف الرطوبة في الهواء الرطب على سطح بارد، في حين يحدث النوفروست عندما يتم تكثيف البخار المائي الموجود في الهواء الجاف مباشرةً على سطح بارد. 

## روابط خارجية
- براءة الاختراع الأصلية لعام 1927
- صفحة إزالة الصقيع على موقع HowStuffWorks